# 沃德鎮區 (明尼蘇達州托德縣)
沃德鎮區（英語：Ward Township）是位於美國明尼蘇達州托德縣的一個行政鎮區。

## 歷史
沃德鎮區於1877年成立，得名自早期定居者的故鄉印第安納州蘭道夫縣的沃德鎮區。

## 地方資料
沃德鎮區的面積為93.92平方千米，當中陸地面積為92.89平方千米，而水域面積為1.03平方千米。根據2020年美國人口普查的數據，當地共有人口474人，而人口密度為每平方千米5.05人。